# Saltuarius eximius
Saltuarius eximius (лат.) — вид гекконообразных ящериц рода Saltuarius, семейства Carphodactylidae. Впервые описан в 2013 году австралийскими зоологами Конрадом Хоскином и Патриком Купером.
Благодаря необычному внешнему виду в 2014 году Saltuarius eximius вошёл в список Десяти самых замечательных видов по версии Международного института по исследованию видов (США).
Англоязычное название вида — «Cape Melville leaf-tailed gecko».

## Распространение
Эндемик Австралии; обитает на северо-востоке страны, в штате Квинсленд, на территории национального парка Кейп-Мелвилл.

## Описание, образ жизни
Ящерица около 11 см в длину. Хвост имеет листообразную форму — отсюда англоязычное название вида.
Ведёт ночной образ жизни. Охотится в лесах и среди скал. Предпочитает поселяться среди гранитных валунов; специфическая расцветка чешуи позволяет ящерице оставаться неразличимой среди них.